# Anolis desechensis
Espèce
Synonymes
- Ctenonotus desechensis (Heatwole, 1976)

Anolis desechensis est une espèce de sauriens de la famille des Dactyloidae. 

## Répartition
Cette espèce est endémique de l'île Desecheo à Porto Rico.

## Description
Les mâles mesurent jusqu'à 57 mm et les femelles jusqu'à 45 mm.

## Étymologie
Son nom d'espèce, composé de desech[o] et du suffixe latin -ensis, « qui vit dans, qui habite », lui a été donné en référence au lieu de sa découverte, l'île Desecheo.

## Publication originale
- Heatwole, 1976 : Herpetogeography of Puerto Rico. VII. Geographic variation in the Anolis cristatellus complex in Puerto Rico and the Virgin Islands. Occasional Papers of the Museum of Natural History University of Kansas, no 46, p. 1-17 (texte intégral).